# Ефект Кнудсена
Ефект Кнудсена (явище теплової ефузії) — явище перетікання за однакових тисків розрідженого газу через пори (малі отвори) від нижчої до вищої температури.

## Історія
1934 року ефект описав у книзі «Кінетична теорія газів» Мартін Кнудсен.

## Кількісний розгляд
Газ розріджений. Довжина вільного пробігу велика, порівняно з діаметром отвору, через який відбувається перетікання. З будь-якого його боку через нього проходить
{\displaystyle N={1 \over 4}n{\overline {v}}s=ns{\sqrt {{kT} \over {2\pi m}}}=nskT{\sqrt {1 \over {2\pi kmT}}}={\sqrt {1 \over {2\pi k}}}\cdot sP\cdot {\sqrt {1 \over {mT}}}}
частинок: умовою динамічної рівноваги є {\displaystyle {{P_{1}} \over {\sqrt {T_{1}}}}={{P_{2}} \over {\sqrt {T_{2}}}}}. У разі однакових тисків матиме місце потік {\displaystyle P\left({{1 \over {\sqrt {T_{1}}}}-{1 \over {\sqrt {T_{2}}}}}\right)}: він додатний, якщо {\displaystyle T_{1}<T_{2}}, тобто напрямлений до вищої температури.

## Значення
Теплова ефузія важлива в природі. Вдень поверхню землі нагрівають сонячні промені. З глибших шарів ґрунту повітря виходить капілярами на поверхню і розсіюється вітром, а вночі зовнішній шар ґрунту охолоджується — виникає зворотний потік повітря в глибші шари ґрунту. Так проходить обмін повітря у ґрунті, необхідний для життєдіяльності рослин.